# Cantón de la Soledad
El cantón de la Soledad es una vía pública de la ciudad española de Vitoria.

## Descripción
La vía, que fue parte de la calle de la Correría y de la de la Zapatería, con las que tiene cruces, adquirió título propio en octubre de 1887. Discurre desde la calle de Fray Zacarías Martínez hasta la de la Herrería. El cantón aparece descrito en la Guía de Vitoria (1901) de José Colá y Goiti con las siguientes palabras:

Cantón de la Soledad.—Nombre dado en 12 de octubre de 1887, es el primitivo, y antes era parte de las calles de la Correría y de la Zapatería. Principia en la calle del Seminario y termina en la de la Herrería.
(Colá y Goiti, 1901, p. 62)

Al cantón le da nombre una representación de la Virgen de la Soledad que existía en un arco que se derruyó para poder ampliar la vía. En uno de los edificios que dan al cantón vivió el torero Santos Ruiz de Trocóniz.